# Khe tận xoắn ốc
Khe tận xoắn ốc (tiếng Anh: Helicotrema, từ tiếng Hy Lạp ἕλιξ- lõi xoắn và τρη̂μα - lỗ) là một phần của mê đạo, là chỗ gặp nhau ở tầng màng nhĩ (scala tympani) và tầng tiền đinh (scala vestibuli). Nó là thành phần chính của đỉnh ốc tai, là khe hở nằm giữa ốc xoắn ốc và móc mảnh xoắn (hamulus laminae spiralis). Các tế bào lông tai gần khu vực này phát hiện âm thanh tần số thấp.